# 坝竹
坝竹（学名：Drepanostachyum microphyllum）为禾本科镰序竹属下的一个种。

## 扩展阅读
- 維基物種上的相關：坝竹